# Filipenses Missioneres de l'Ensenyament
La Congregació de Religioses Filipenses Missioneres de l'Ensenyament és una congregació religiosa de germanes, fundada a Mataró en 1858. Les germanes posposen al seu nom les sigles R.F. o F.M.E.

## Història
La congregació fou fundada per Marc Castanyer i Seda i Gertrudis Castanyer i Seda, germans de Mataró. Volgueren donar resposta als problemes que els semblà que comportava la industrialització de la ciutat, com ara una deshumanització gradual de la societat i, pel fet que homes i dones treballessin a les fàbriques, que els seus fills no rebessin la mateixa atenció que abans. La congregació havia de dedicar-se a la «renovació cristiana de la societat» mitjançant l'apostolat i la instrucció cristiana de les nenes i joves, particularment de les més necessitades. Els dos germans aviat conceberen un projecte més ambiciós: una fundació per a la promoció cristiana i cultural de la dona. Hi destinaren els béns de l'herència i Segimon hi afegí els seus. Gertrudis, que havia començat la seva vida religiosa en un convent però en sortí per malaltia sense professar-hi, havia començat a acollir a casa seva nenes pobres, ensenyant-los el catecisme i les primeres lletres.
Ja en 1857, els dos germans comencen a acollir i educar joves a la casa pairal dels Castanyer de Mataró (al carrer de Sant Josep, 18-20) i el mateix any, el bisbe Antoni Palau, en una visita, els encoratja a continuar la tasca. La congregació de les Germanes de Sant Felip Neri començà formalment la seva vida el 21 de novembre de 1858; en poc temps reuniren fins a 300 nens i joves, fills i filles dels treballadors de les fàbriques i de les minyones que servien a la ciutat. Oferien ensenyament primari, escola nocturna i dominical i catequesi i exercicis espirituals a nenes i joves obreres, guiades per senyoretes i germanes. Són, a Mataró, les primeres escoles d'aquest tipus i les primeres escoles d'adults per a dones. Pius IX beneí l'empresa el 1859, però no obtingué el decretum laudis fins al 7 de desembre de 1870, i l'aprovació definitiva el 7 de juliol de 1914, de mans de Pius XI.
Obriren el primer noviciat de noies el 1860; el 2 de juliol de 1862 es farien els primers vots, i el 1865 els primers vots perpetus. La revolució de 1868 va fer que Marc Castanyer s'hagués d'exiliar i que la congregació perdés els seus béns. En restaurar-se, el 1870, hagueren d'instal·lar-se a Barcelona, en un pis de la família Puigoriol, al carrer dels Montcada, número 25. Les germanes treballaren al barri de La Ribera i al de Gràcia. El 1870 obriren també una escola de pagament, i el 1878, en ésser retornada a la família la propietat de la casa requisada de Mataró, Gertrudis Castanyer la vengué i amb els diners obtinguts comprà una casa a Sant Gervasi de Cassoles, on s'instal·laria la casa mare de la congregació. Aviat es van escampar per Catalunya i tot seguit, des de 1907, per Amèrica i la resta d'Espanya: Mèxic (1907), Cuba i Valladolid (1914), Xile (1950), Colòmbia, els Estats Units (Las Vegas) i la República Dominicana. Les constitucions tingueren l'aprovació definitiva el 1929 i llavors reberen el nom de Filipenses Missioneres de l'Ensenyament.
En 1936, durant la Guerra civil espanyola, l'arxiu històric de la congregació, ubicat a Barcelona, es perdé completament, per la qual cosa els inicis de la congregació són difícils de reconstruir.
Entre les seves germanes han destacat les escriptores Mercè Baguer i Rodes, superiora general de 1940 a 1952 i autora de publicacions per a nens i joves, i Maria Gemma Vega Abia, autora d'obres literàries de caràcter religiós.

## Activitat i difusió
L'objectiu de les Filipenses de l'Ensenyament és la renovació cristiana de la societat, prestant atenció als més necessitats i oferint-los educació cristiana en col·legis, catequsis, residències i cases d'espiritualitat. Als estats americans fan apostolat missioner i de pastoral diocesana. L'espiritualitat és la pròpia de Felip Neri, patró de la congregació: esperit de pregària, caritat, humilitat i alegria.
Avui, la congregació té cinc delegacions, amb 44 cases i 20 col·legis a Espanya i alguns estats americans: Mèxic, Cuba, República Dominicana, Colòmbia, Xile i Estats Units. El 2008 han obert una missió al Sudan. La casa general és a Madrid.